# Конаково
Конако́во (на руски: Конаково) е град в Русия, административен център на Конаковски район, Тверска област.
Населението на града към 1 януари 2018 е 38 486 души.